# Sofia Frederica de Thurn e Taxis
Sofia Frederica Doroteia Henriqueta de Thurn e Taxis (em alemão:  Sophie Friederike Dorothea Henriette; Ratisbona, 20 de julho de 1758 — 31 de maio de 1800)  foi uma princesa de Thurn e Taxis por nascimento e princesa Radziwiłł pelo seu primeiro casamento com Jerônimo Vicente Radziwiłł. Também era conhecida como Joia de Ratisbona. 

## Família
Sofia foi a segunda filha e criança nascida de Carlos Anselmo, 4.° Príncipe de Thurn e Taxis e de Augusta Isabel de Württemberg. Os seus avós paternos eram Alexandre Fernando, 3.° Príncipe de Thurn e Taxis e Sofia Cristina de Brandemburgo-Bayreuth. Os seus avós maternos eram o duque Carlos Alexandre de Württemberg e Maria Augusta de Thurn e Taxis.
Ela teve seis irmãos, que eram: Maria Teresa, esposa do príncipe Crafto Ernesto de Oettingen-Oettingen; Francisco João; Henrica Carolina, esposa do príncipe João Aloísio II de Oettingen-Oettingen e Oettingen-Spielberg; Alexandre Carlos; Frederica Doroteia; Carlos Alexandre, 5.° Príncipe de Thurn e Taxis e Frederico João.

## Biografia

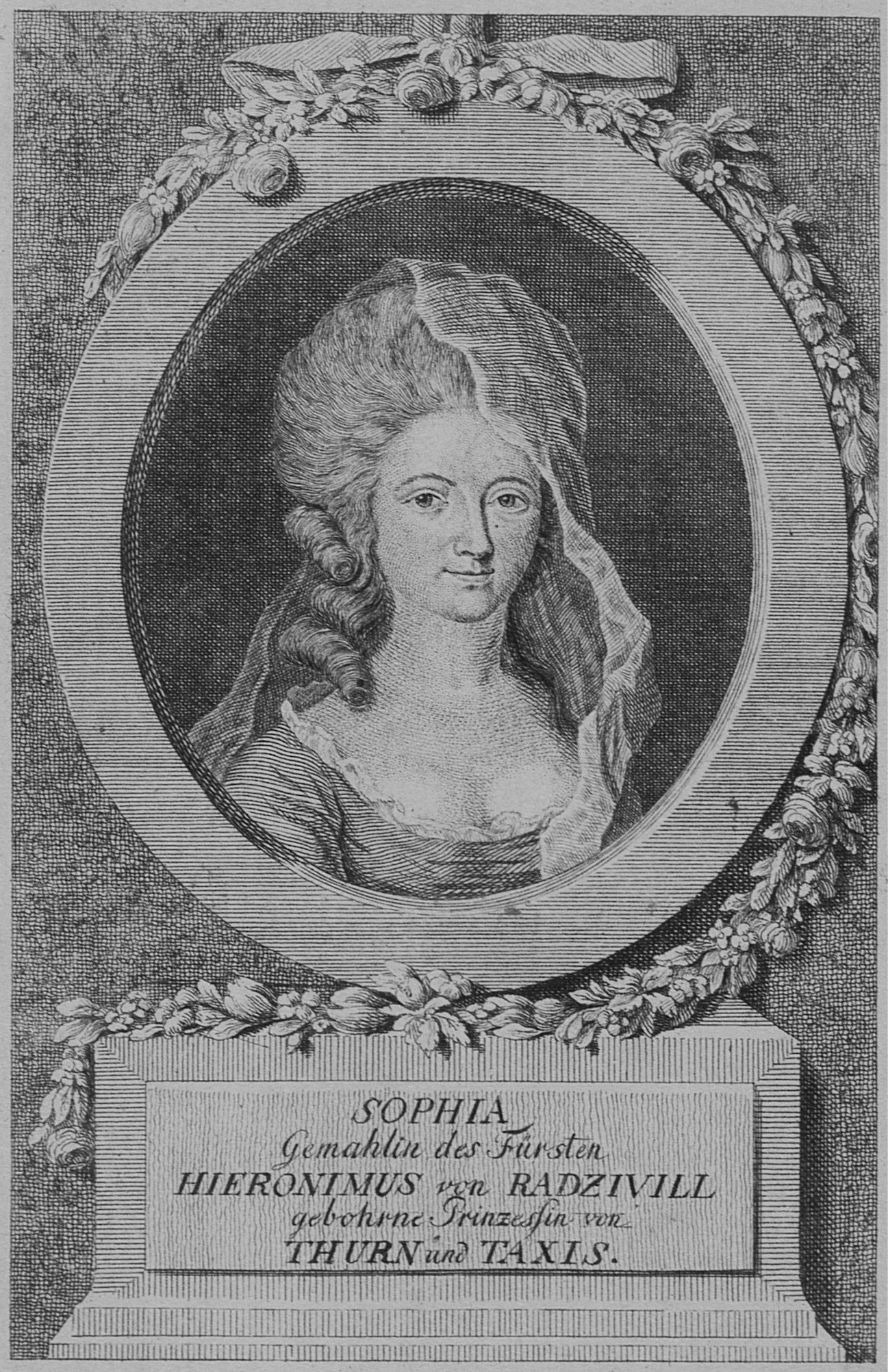
Gravura da princesa em 1784.

Aos 17 anos, no dia 31 de dezembro de 1775, a princesa Sofia Frederica casou-se com o príncipe Jerônimo Vicente Radziwiłł, de 16 anos, em Ratisbona. Ele era filho de Miguel Casimiro Radziwiłł e de sua segunda esposa, Anna Luiza Mycielska.
Eles apenas tiveram um filho, Domingos Jerônimo. Seu marido faleceu no dia 18 de setembro de 1786.
Viúva, casou-se pela segunda vez com o príncipe André Kazanowski, em cerca de 1795, e mais tarde, por fim, casou-se com o conde Nicolau Ostroróg, por volta do ano de 1797.
Sofia faleceu em 31 de maio de 1800, aos 41 anos de idade.

## Descendência
- Domingos Jerônimo Radziwiłł (4 de agosto de 1786 – 11 de novembro de 1813), sua primeira esposa foi Izabella Mniszech, e depois foi casado com Teofilia Morawska, com quem teve uma filha. Participou da Campanha da Rússia realizada por Napoleão Bonaparte, tendo falecido devido a ferimentos infligidos na Batalha de Hanau.

## Títulos e estilos
- 20 de julho de 1758 – 31 de dezembro de 1775: Sua Alteza Sereníssima Princesa Sofia Frederica de Thurn e Taxis
- 31 de dezembro de 1775 – 1795: Sua Alteza Sereníssima Princesa Sofia Frederica Radziwiłł, Princesa de Thurn e Taxis
- 1795 – 1797: Sua Alteza Sereníssima Princesa Sofia Frederica Kazanowski, Princesa de Thurn e Taxis
- 1797 – 31 de maio de 1800: Sua Alteza Sereníssima Condessa Sofia Frederica Ostroróg, Princesa de Thurn e Taxis